# Vera Galis
Vera Galis (Delft, 1959) is een Nederlandse kunstenares, die afkomstig is uit een familie van kunstenaars en architecten.
Galis richt zich op het creëren van kleine en grote, verfijnd uitgebalanceerde metaalobjecten. Haar werken worden gekenmerkt door – en bestaan soms volledig uit – combinaties van diverse soorten metaal (zoals: roestvast staal, alpaca, koper, messing, zilver en goud).
Hoewel de hardheid van de materialen waarmee Galis het liefst werkt dat niet zou doen vermoeden, zijn haar werken vaak bijzonder licht van gewicht, ruimtelijk en meestal open. Aan de basis van haar werk staat een eenvoudige, zich driedimensionaal herhalende module. Dit kenmerk van haar werken doet denken aan Gerrit Rietveld en De Stijl.
Galis' werk is onder meer opgenomen in de collectie van Museum Boijmans van Beuningen  en het Gorcums Museum. Ze heeft opdrachten uitgevoerd voor onder andere Philips te Eindhoven (Evoluon), KLM OCC te Schiphol, Zen building te Utrecht en de Rijksgebouwendienst (P.I. Zwolle en Heerhugowaard). In het atrium van het rijksgebouw aan de Rijnstraat te Den Haag hangt een reusachtig object van haar hand. Daarnaast hebben haar werken hun weg gevonden naar privé-collecties.
In 2016 verscheen een oeuvreboek.